# GOOD TIMES DVD 〜The Complete Music Video Clips 2001-2011〜
『GOOD TIMES DVD 〜The Complete Music Video Clips 2001-2011〜』（グッド・タイムス・ディーブイディー 〜ザ・コンプリート・ミュージック・ビデオ・クリップス 2001-2011〜）は、RIP SLYMEの6枚目のDVDである。2011年9月28日にワーナーミュージックジャパンより発売された。

## 概要
- デビュー10周年を記念して発売された、GOOD TIMESシリーズの第3弾。
- 今作はライブのDVDではなく、今まで制作されてきたPVを完全収録。10年間の軌跡が詰まった全28曲収録PV集である。
- 初回限定盤のみ、PVオフショット傑作選”楽園TV”を特典映像として追加し、GOOD TIMES・BAD TIMES 同様に、バカボン風キャラを使ったかわいいキャラメルボックス。さらに、これまでのシングルのジャケットを全て納めた、豪華コンプリートジャケットデザインポストカードを30枚封入したスペシャルパッケージとなっている。
- Hey,brotherとTalesのPVは未収録。
- ジャケットはGOOD TIMES・BAD TIMES 同様に、赤塚不二夫 のスタジオであるフジオプロダクションが担当。

## 収録内容
1. STEPPER'S DELIGHT
2. 雑念エンタテインメント
3. One
4. FUNKASTIC
5. 楽園ベイベー
6. BLUE BE-BOP
7. JOINT
8. Dandelion
9. GALAXY
10. 黄昏サラウンド
11. UNDER THE SUN
12. Hot Chocolate
13. FUNKASTIC BATTLE〜〜RIP SLYME vs HOTEI
14. Juice / くるりとリップスライム
15. ラヴぃ / リップスライムとくるり
16. ブロウ
17. I・N・G
18. 熱帯夜
19. SPEED KING
20. SPLASH
21. 太陽とビキニ
22. STAIRS
23. Good Day
24. Good Day adidas originals remix by DJ FUMIYA
25. マタ逢ウ日マデ2010〜冨田流〜
26. SCAR
27. センス・オブ・ワンダー
28. JACK GOES ON

### BOUNS映像
・「楽園TV」（PVオフショット傑作選）
　内容は、今までのLIVE DVDに収録されているオフショットのダイジェストとなっている。